# السلوك الديني عند الحيوانات

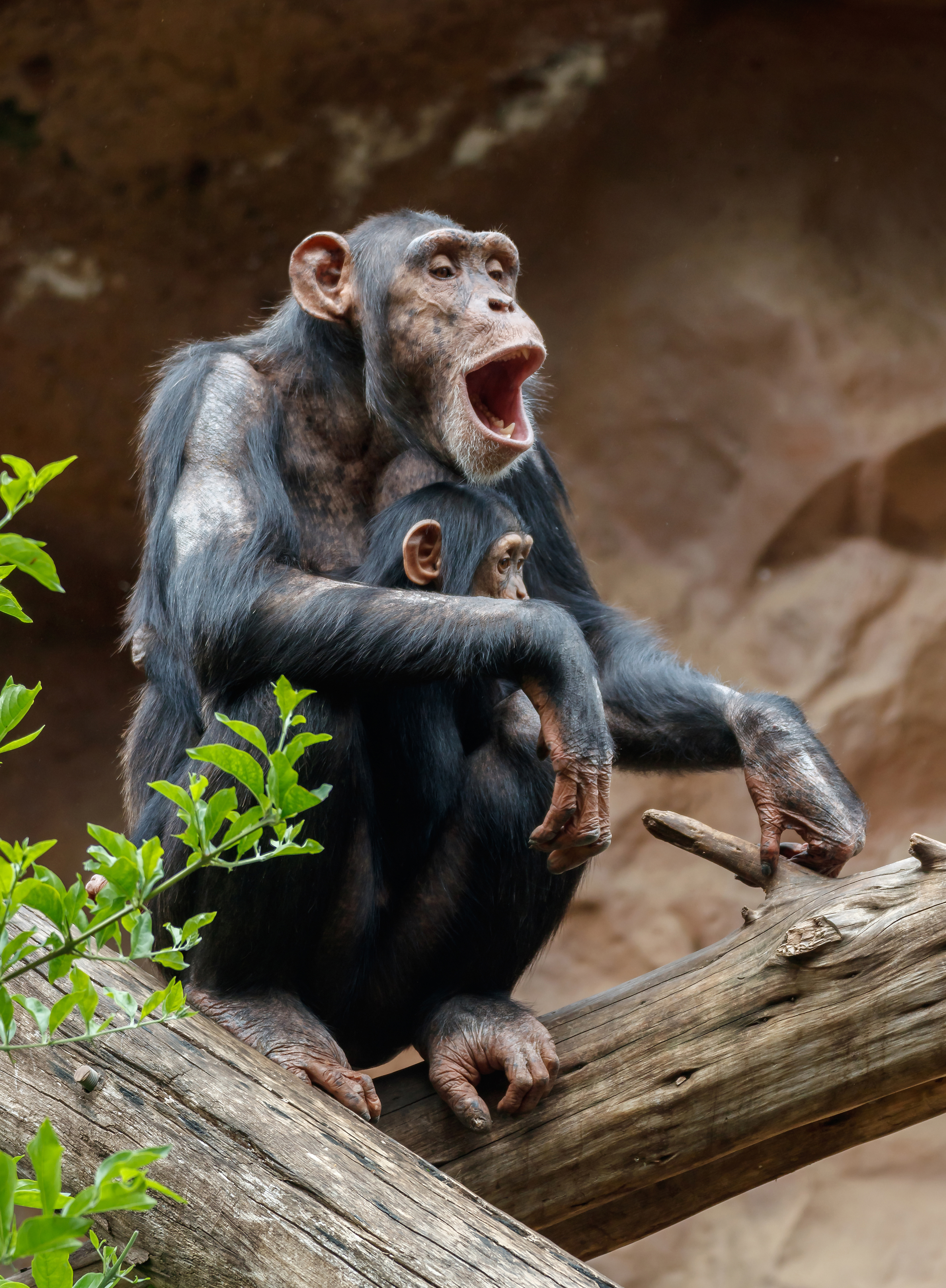

الاعتقاد الديني لدى الحيوانات هو دراسة سلوك الحيوان الذي يوحي بوجود معتقد ديني أولي لديها. لكن ليس هناك أي دليل علمي يثبت أن الحيوانات تؤمن بإله أو آلهة أو أنها تصلي أو تعبد أو أن لديها أي اعتقادما وراء طبيعي أو سبق لها وأن إتخذت شيئا ذو دلالات دينية أو أي سلوك آخر يحاكي سلوك الإنسان الديني. ويعتمد السؤال فيما إذا كانت الحيوانات تدين بأي معتقد ديني إلى تعريفنا أساسا للدين نفسه. فإذا ما أردنا بالدين ذلك المعنى الذي لا يتمحور حول الأنسان وتجسيماته ولا بذلك المعنى التوحيدي ولا بمعناه الفوق بشري، فنعم يمكن أن نفسر سلوك الشامبانزي والفيلة والدلافين وسلوك بعض الحيوانات الأخرى تفسيرا طقوسيا.
ترتبط دراسة مظاهر التدين الأولية لدى الحيوانات الحالية ارتباط وثيقا بدراسة تطور الدين في الإنسان الحديث وبأسلافنا المتأخرين.

## السلوك الطقوسي عند القرود
يقول اللاهوتي وعالم الأحياء أوليفر بوتز بما أن قرود الشمبانزي تتمتع بالقدرة على إصدار الأحكام الأخلاقية، وهو الأمر الذي يمكن للمسيحيين تقبله بما أن الإنسان والشمبانزي يتشاركون في الشكل والهيئة وأنهم (بحسب اعتقادهم) خلقوامن الأساس على هيئة الإله. ويذكر كذلك نانسي R. هاول إلى أن "الشمبانزي والبابون يحتمل أنها تتمتع بإرث ثقافي وروحاني، فمثلا ما تبديه من ترابط والاعتماد المتبادل فيما بينها وسلوكها الاجتماعي وعلى ما تتميز به من قدرات رمزية'". ويذهب جين غودال أبعد من هذا فيقول أن بعض الشمبانزي قد "ترقص" في بداية هطول الأمطار بغزارة أو عندما تمر من تحت شلالات الماء. وهي هنا تعتقد ان هذه دلائل ومؤشرات أولية لتوافر الطقس الديني." إلا أن اللاهوتي كريستوفر L. فيشر يعتقد أن غودال أسبغت كثيرا على قرود الشمبانزي الصبغة البشرية. وبالرغم من أن فيشر يقر بأن الشمبانزي قادر على التعبير عن "عواطفه على نحو مبالغ فيه", إلا أنه لا يزال يعتقد أن الشمبانزي لا يمكن لها أن تخوض التجارب الروحانية، وذلك لأنها "لن تحمل أي معن ى من دون توافر اللغة."

## السلوك الطقوسي لدى الحيوانات الأخرى
ويدرس رونالد ك. سيجل بوادر الإيمان الديني لدى الفيلة الأفريقية وخُلص إلى أن "الفيلة على دراية بدورة الحياة الطبيعية فهي تمارس طقوس "عبادة القمر" عندما تهز أغصان الأشجار ملوحة بها باتجاه القمر خلال مراحل تزايد اكتماله ومن ثم بعدها تقوم جميعا بالاستحمام على نحو طقوسي (ديني) عندما يكتمل القمر بدرا. هذا ويذكر أيضا الفيلسوف والمؤرخ بلينيوس الأكبر في تدويناته أن الفيلة تُجل وتقدس الأجرام السماوية.

## شعائر وطقوس الحيوانات الدينية عند الموت
وعلى العكس من مشاعر الحزن التي تشيع جدا بين الحيوانات في حال فقدها لأي فرد من أفرادها، يُندر جدا أن نجدها تمارس أي طقس من الطقوس الدينية عند موت أحد منها. لكن هناك رصد بعضا من الشعائر الدينية المتعلقة بمراسم الوفاة لدى الفيلة الأفريقية.
وذكر رونالد ك. سيجل مرة أنه:
«...يستحيل علينا أن نتجاهل سلوك الفيلة المُحكم في مراسم الدفن ونُعدها لا تشير إلى أي شعيرة طقوسية أو حتى إلى سلوك ديني في هذا النوع من الحيوانات. فمثلا عندما يصدف الفيلة أي حيوان آخر ميت أمامهم، فغالبا ما تعمد الفيلة على دفنه وتغطيته بالطين وبالتراب وأوراق الأشجار. وقد تم توثيق الفيلة وهي تدفن بعض الحيوانات الأخرى مثل وحيد القرن والجواميس والأبقار والعجول، بل وحتى ودفن البشر أنفسهم، علاوة أيضا على دفنها لأبناء جنسها من الفيلة الأخرى. وفعلا فقد [تم] رصد ها وهي تدفن موتاها مع كميات كبيرة من المواد الغذائية والفواكه والزهور وأوراق الشجر والنباتات.»
وتنخرط قرود الشمبانزي سواء المتروكة في البرية  أو تلك المأسورة (في المحميات أو في الأقفاص) في طقوس سلوكية عند موت أحد أفراد مجموعتها. وتبدأ هذه السلوكيات سواء على نحو فردي أو جماعي بحالة من الصمت يمكن لها أن تستمر لساعات ومن ثم يليها بعض التصرفات مثل عندما تُصدر بعض الأصوات المميزة; وتُنظف الجثة؛ وتصطف اصطفافا شعائري تزور فيه الجثة وتُحدق بها؛ وكذلك عندما تقوم ببعض الحركات الإستعراضية؛  ومن ثم تبدأ بالنحيب وكأنه نوع من العويل مصحوبا بأنين ونداءات استغاثة.
كما وأن اهتمام الحيوانات الفريد بالميت ليس حكرا فقط على الفيلة وقرود الشمبانزي. فمثلا تُعرف الدلافين ببقاءها لمدة طويلة قد تصل أحيانا لعدة أيام بجانب أي فرد من أفرادها مات للتو، وترد عنه الغواصين وتمنعهم من الاقتراب منه. وحتى الآن لاتزال أسباب هذه التصرفات غامضة. مع أن العلماء أصبح اليوم بمقدورهم توثيق ورصد هذه السلوكيات ولكن لازالت دراسة عمليات تفكير وإدراك الدلافين وما يدعوها للقيام بمثل هذه التصرفات عصيُ على العلماء في الوقت الحالي.

## أهمية الدراسة وعلاقتها بتتبع سلوك الإنسان الحديث
إن دراسة الطقوس الشعائرية في حياة الحيوانات تهم جدا علماء مستحاثات أسلاف البشر (paleoanthropologists), فهي مصدر مهم يمكن العلماء في فهم كيف تسربت المعتقدات والأفكار الدينية إلى أسلافنا. فقد عثر على "بقايا رجل ال كرو ماقنون (رجل ما قبل التاريخ) مدفونة في وضعية الجنين متطابقة مع تردده الخرافات الأسطورية التي تقول بأن هذه الوضعية في الدفن تسهل ولادت الإنسان من جديد (البعث). إن القيام بعمل مثل هذه الدراسات على سلوك الحيوانات تمنحنا الفرصة في فهم طبيعة الإنسان وفهم وظيفته" وبالفعل لاحظ بعض العلماء بعضا من التشابه البسيط بين طقوس الفيلة الأفريقية الشعائرية عند دفن أمواتها وبين تلك الشعائر و طقوس الدفن لدى إنسان نياندرتال.
ووضع مات روسانو عالم النفس التطوري نظريةً أشار فيها إلى أن نشأة الدين مرت وتطورت على ثلاثة مراحل: المرحلة الأولى هي مرحلة ما قبل وآخر العصر الحجري القديم، وكان الدين عبارة عن نشوة طقوسية استخدمها الإنسان ليسهل فيها الترابط الاجتماعي. وفي المرحلة الثانية تطورت الطقوس الشامانية في العصر الحجري القديم العلوي وأخذت أشكالا أخرى أكثر تعقيدا. وفي المراحل الأخيرة بدأت الأنماط الدينية تتشكل مع مرور الوقت لتأخذ أشكالا منها مثلا فن الكهوف، طقوس القطع الأثرية وعبادة الأسلاف وتطوير الأساطير وتكوين الأساسات الأخلاقية. وفي حال كان هذا الوصف سليما حقا فهذا يثبت أن ما رصدته غودال عن سلوك الشمبانزي يتشابه مع دين الإنسان عندما كان في مرحلته الثانية في تطور الدين ما قبل العصر الحجري القديم العلوي الإنسان. إلا أن دي وال لا يعتقد أن هناك دليلا علميا على أن البونوبو تمارس أي سلوك يوحي بوجود طقس ديني بالرغم من أن تصرفاتها منضبطة إلى حد كبير بقواعد أخلاقية. وهذا قد يثير الشكوك حول وجود أي تطور أخلاقي أو يدل على وجود أصل ديني مشترك  بين الحيوان والإنسان.